# Castel Sant'Elia
Castel Sant'Elia (Castello in dialetto locale) è un comune italiano di 2 428 abitanti della provincia di Viterbo nel Lazio.

## Geografia fisica

### Clima
- Classificazione climatica: zona D, 1794 GR/G

## Monumenti e luoghi d'interesse

### Architetture religiose
- Il convento della Congregazione di San Michele Arcangelo (Micaeliti) dove si può scendere, lungo un cunicolo di 144 gradini, scavati nella roccia in 14 anni di lavoro dall'eremita Rodio alla fine del Settecento, per raggiungere il santuario di Maria Santissima ad Rupes (meta di pellegrinaggi) dove si venera l'immagine della Vergine, pregevole opera pittorica del XVI secolo. In un ambiente adiacente si conserva una raccolta di paramenti sacri del XII-XVI secolo tra cui un prezioso cofanetto in legno e lamina di metallo del Duecento. La chiesa, scavata nella roccia, ha la dignità di basilica minore.[5]
- Attraverso un viottolo campestre (la "strada dei Santi") si raggiunge il fondovalle, dove si trova la basilica di Sant'Elia, una delle più suggestive di tutta la regione.
- Chiesa parrocchiale di Sant'Antonio Abate

### Siti Archeologici
- Pizzo Jella

## Società

### Evoluzione demografica
Abitanti censiti

## Economia
Di seguito la tabella storica elaborata dall'Istat a tema Unità locali, intesa come numero di imprese attive, ed addetti, intesi come numero addetti delle unità locali delle imprese attive (valori medi annui).
|                  | 2015                  |                              |                            |                |                       |                     | 2014                  |                | 2013                  |                |
| ---------------- | --------------------- | ---------------------------- | -------------------------- | -------------- | --------------------- | ------------------- | --------------------- | -------------- | --------------------- | -------------- |
|                  | Numero imprese attive | % Provinciale Imprese attive | % Regionale Imprese attive | Numero addetti | % Provinciale Addetti | % Regionale Addetti | Numero imprese attive | Numero addetti | Numero imprese attive | Numero addetti |
| Castel Sant'Elia | 167                   | 0,71%                        | 0,04%                      | 622            | 1,05%                 | 0,04%               | 171                   | 605            | 172                   | 622            |
| Viterbo          | 23.371                |                              | 5,13%                      | 59.399         |                       | 3,86%               | 23.658                | 59.741         | 24.131                | 61.493         |
| Lazio            | 455.591               |                              |                            | 1.539.359      |                       |                     | 457.686               | 1.510.459      | 464.094               | 1.525.471      |

Nel 2015 le 167 imprese operanti nel territorio comunale, che rappresentavano lo 0,71% del totale provinciale (23.371 imprese attive), hanno occupato 622 addetti, l'1,05% del dato provinciale (59.399 addetti); in media, ogni impresa nel 2015 ha occupato tre persone (3,72).

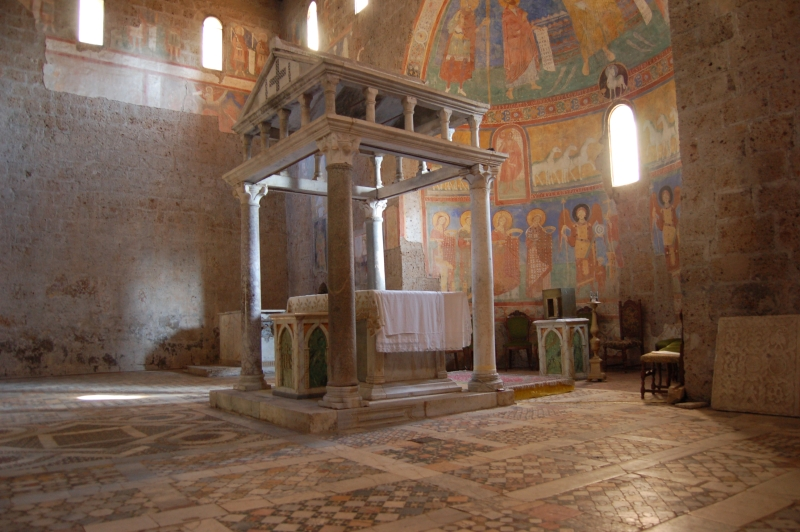
Ciborio di Sant'Elia, presso la basilica

## Infrastrutture e trasporti

### Strade
Castel Sant'Elia è collegata tramite la Strada Provinciale 77 Castel Sant'Elia a Nepi.

## Amministrazione

Il gonfalone comunale

Nel 1927, a seguito del riordino delle circoscrizioni provinciali stabilito dal regio decreto n. 1 del 2 gennaio 1927, per volontà del governo fascista, quando venne istituita la provincia di Viterbo, Castel Sant'Elia passò dalla provincia di Roma a quella di Viterbo.